# Kirklinton
Kirklinton is een gehucht in  in het bestuurlijke gebied City of Carlisle, in het Engelse graafschap Cumbria. Kirklinton ligt op de grens van civil parish Hethersgill en Kirklinton Middle .
Kirklinton heeft meerdere objecten die onder de monumentenzorg van de English Heritage vallen.

Binnen de civil parish Hethersgill zijn dat: Kirklinton Hall, een schuur ten noorden van de Kirklinton Hall, Kirklinton Park, Gate Piers and wall ten oosten van het Kirklinton Park.

De St Cuthbert kerk ligt in de civil parish Kirklinton Middle. De kerk is van 1845 en is een vervanging van een middeleeuwse kerk.

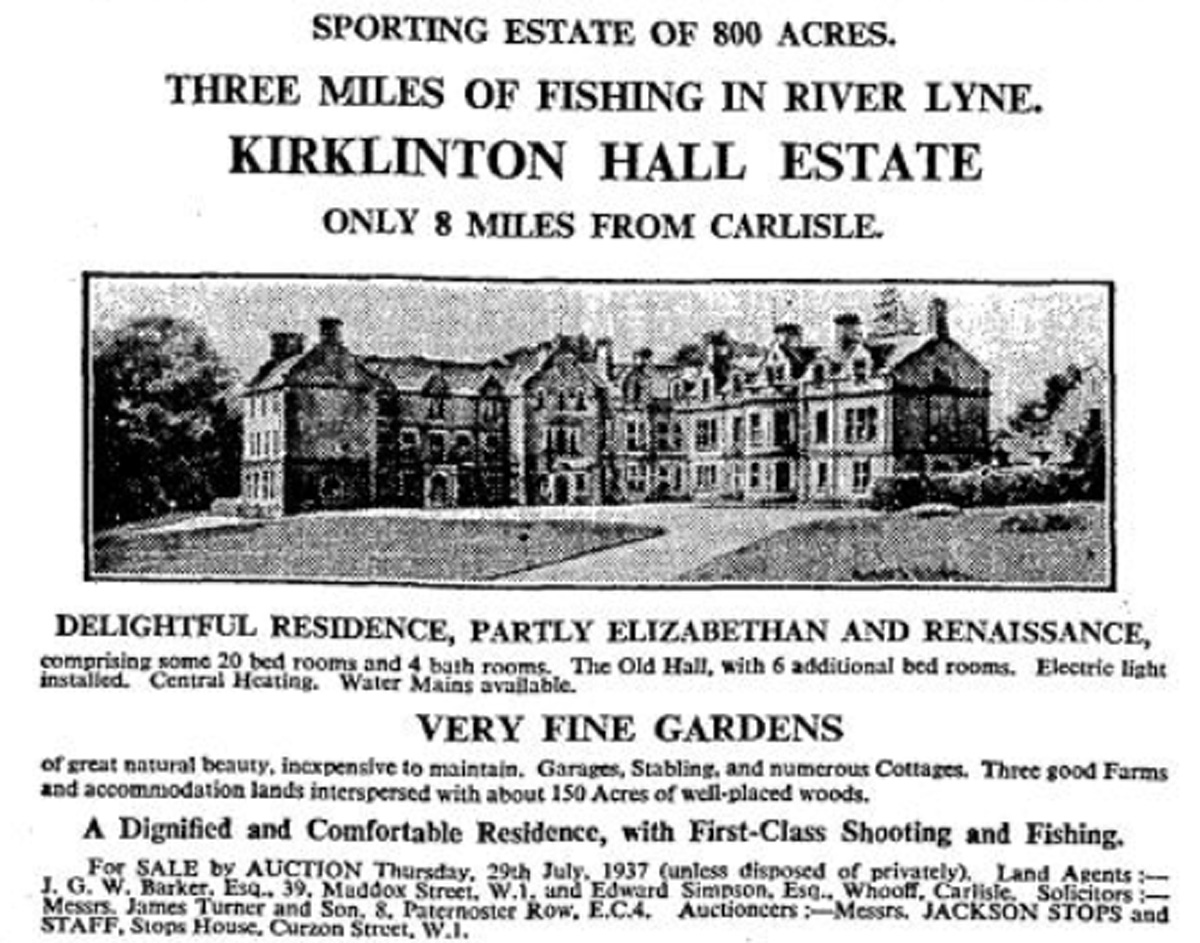
Advertentie voor Kirklinton Hall, 1937.